# Florence Mawejje
Florence Namatta Mawejje (nhũ danh Florence Namatta), thường được gọi là Florence Mawejje là một nữ doanh nhân, chuyên viên nguồn nhân lực và điều hành công ty người Uganda. Bà là Tổng Giám đốc nhân sự tại Ngân hàng Phát triển Nông thôn Centenary, một ngân hàng thương mại lớn ở Uganda.

## Giáo dục
Florence Mawejje có bằng Thạc sĩ về Phát triển nguồn nhân lực, lấy bằng năm 1993 từ Đại học Manchester ở Vương quốc Anh. Sau đó vào năm 2004, bà nhận bằng Thạc sĩ Quản trị Kinh doanh, do Viện Quản lý Đông Phi và Nam Phi phối hợp ở Đông Phi và Trường Quản lý Maastricht ở Hà Lan trao tặng.

## Sự nghiệp
Từ năm 1996 đến năm 1998, Mawejje làm quản lý nhân sự cho Care International ở Uganda, có trụ sở tại Kampala, thủ đô và là thành phố lớn nhất trong cả nước. Sau đó bà được MTN Uganda thuê vào tháng 8 năm 1998 với tư cách là Tổng Giám đốc Nhân sự, nơi bà làm việc trong mười một năm. Vào tháng 5 năm 2009, Unilever đã thuê bà làm giám đốc khu vực nguồn nhân lực cho Đông và Nam Phi, chịu trách nhiệm cho nhân viên của công ty ở 7 nước châu Phi. Mawejje làm công việc đó chỉ hơn hai năm, cho đến tháng 7 năm 2011. Vào tháng 1 năm 2012, Ngân hàng Centenary đã thuê bà làm giám đốc bộ phận nhân sự của họ, một vị trí bà đã giữ trong gần sáu năm kể từ tháng 11 năm 2017.